# 史賓塞·屈賽

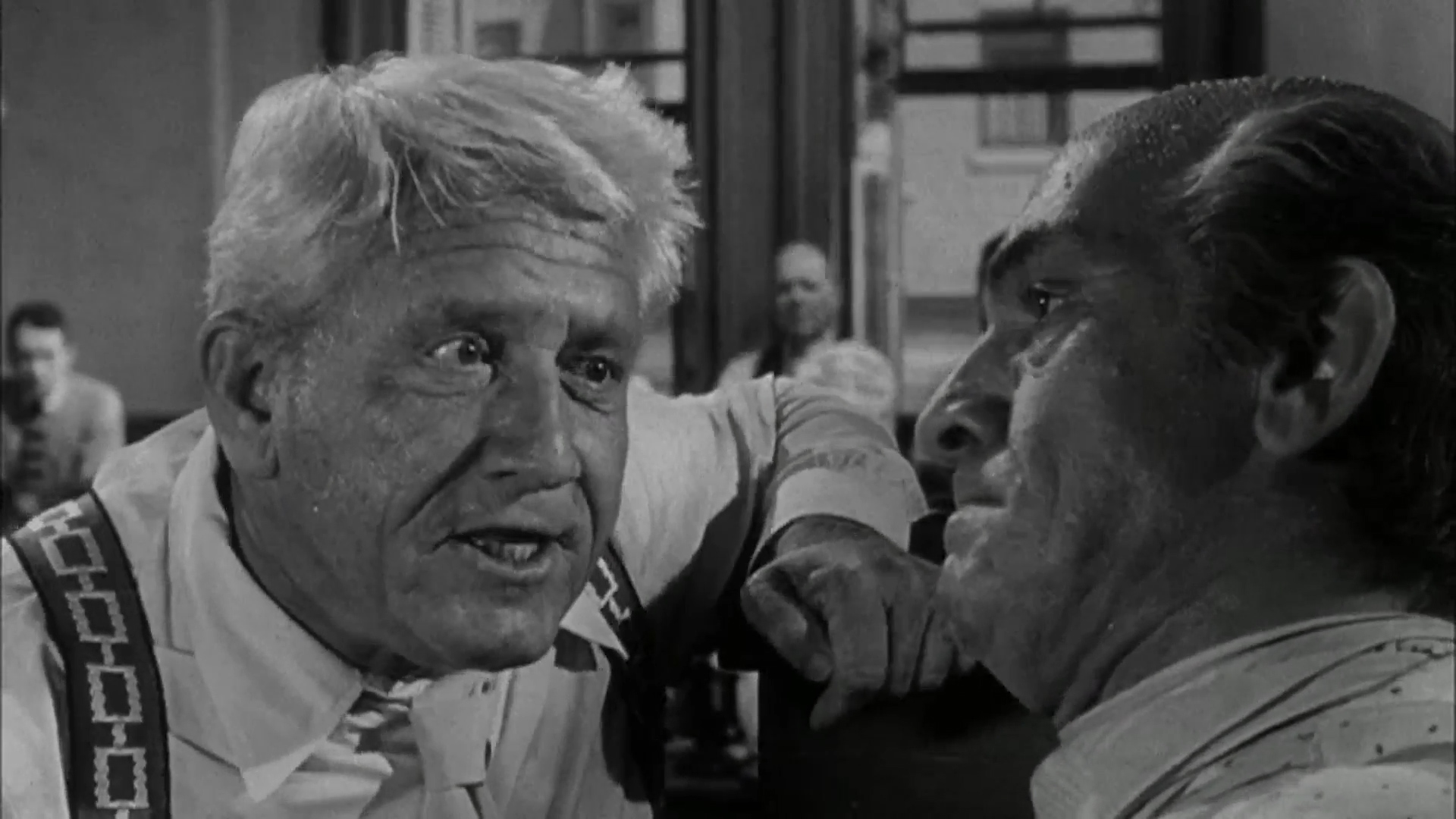
1961年电影Inherit the wind中的剧照

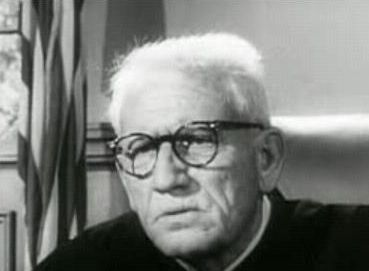
1961年电影Judgment at Nuremberg中的法官剧照

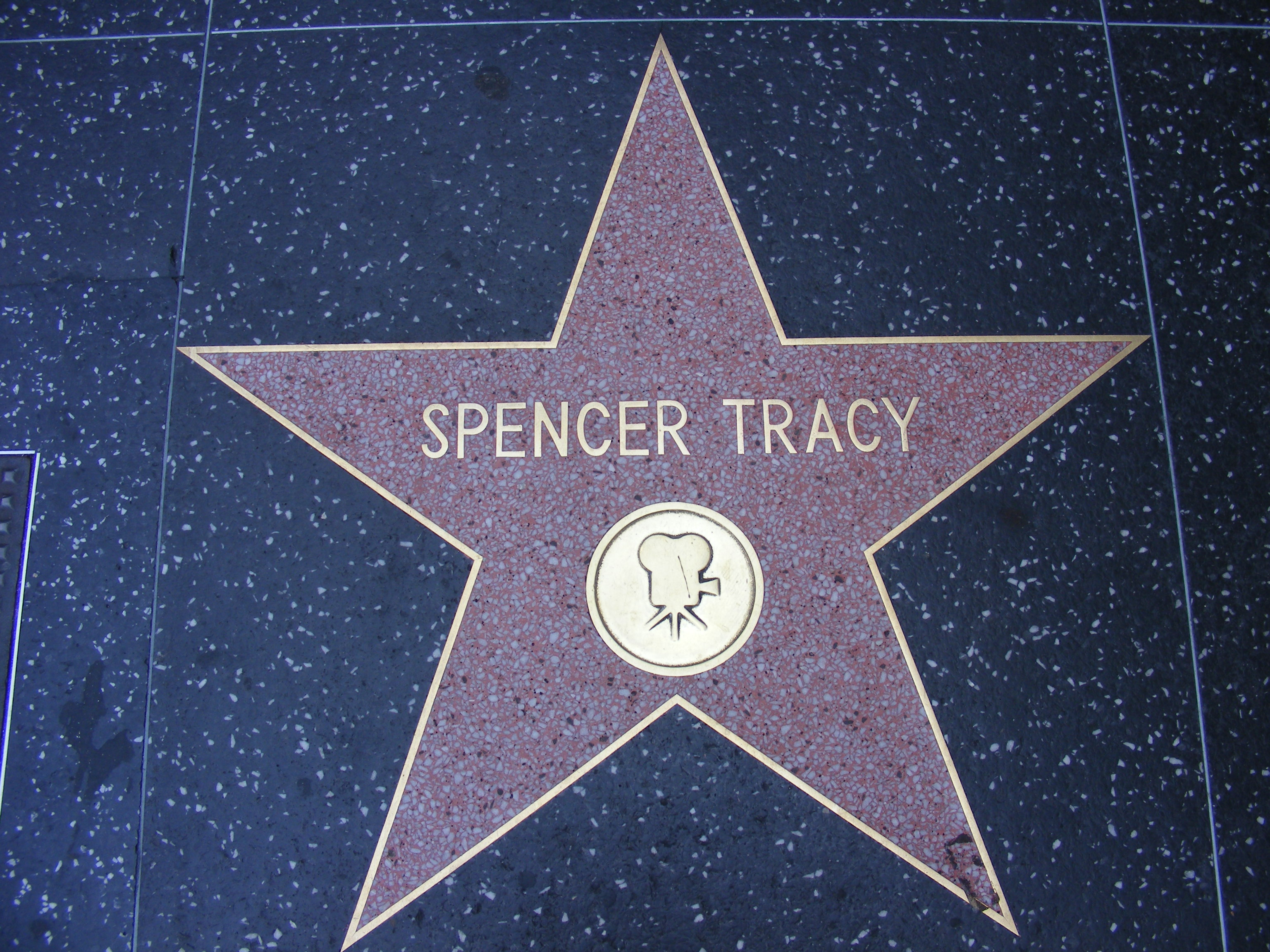
好萊塢星光大道上纪念他的星

（1900年4月5日—1967年6月10日）是美國電影演員，兩度獲得奧斯卡金像獎，也是第一位連續兩年（1937、1938）獲頒奧斯卡最佳男主角獎的演員（第二位是近60年後的湯姆·漢克斯，於1993年及1994年獲獎）。在1930年到1967年間，共參與74部電影演出。1999年，他被美國電影學會選為百年來最偉大的男演員第9名。

## 扩展阅读
- Loew, Brenda. . Xlibris. 2009. ISBN 978-1-4363-4137-0.
- Russo, William; Merlin, Jan. . Long Time Ago Books. 2006. ISBN 978-1475245820.
- Wise, James. . Annapolis, MD: Naval Institute Press. 1997. ISBN 1-55750-937-9.